# اردیبهشت ۱۳۹۲
اردیبهشت ۱۳۹۲، دومین ماه سال ۱۳۹۲ هجری خورشیدی است.
آغاز آن یکشنبه، ۱ اردیبهشت ۱۳۹۲ برابر با ۲۱ آوریل ۲۰۱۳ میلادی است.